# جونیا نوداکه
جونیا نوداکه (انگلیسی: Junya Nodake؛ زادهٔ ۱۱ سپتامبر ۱۹۹۴) بازیکن فوتبال اهل ژاپن است.